# Sun Yang
Sun Yang (kinesisk: 孙杨; født 1. december 1991) er en kinesisk svømmer. 28.juli 2012 vandt han guld på 400 meter fri under sommer-OL i London.
Han repræsenterede Kina under sommer-OL 2008 i Beijing, Kina, hvor hans bedste resultat var en 8. plads. I 2011 blev han verdensmester i 1500 meter fri og satte ny verdensrekord med tiden 14:34.14.
Han blev den 28.juli 2012 den første kinesiske mandelige OL guldvinder i svømning, da han vandt 400 meter fri under sommer-OL i London, med ny olympisk rekord i tiden 3:40.14. Ved OL-2016 i Rio de Janeiro vandt han guld i 200 meter fri og sølv i 400 meter fri.

## Dopingdom i 2014
I maj 2014 blev Sun af den kinesiske svømmeunion udelukket fra at deltage i konkurrencer i 3 måneder, efter at han var blevet testet positiv for trimetazidine, som af World Anti-Doping Agency var blevet tilføjet listen over forbudte stimulanser fire måneder tidligere. Sun sagde, at han havde fået ordineret fra sin læge på grund af uregelmæssig hjerterytme, som han havde lidt af siden 2008, og at han ikke var klar over, at det fandtes på listen over forbudte dopingemner.Stimulanten er stadig bandet pr. 2016.